# Munții Štiavnica
Munții Štiavnica (sau Munții Štiavnické; în slovacă Štiavnické vrchy) sunt o zonă montană vulcanică din sudul Slovaciei centrale. Aceștia fac parte din Carpații Occidentali Interiori și din Munții Slovaci Centrali. Munții Štiavnica sunt în mare parte acoperiți de păduri. Aici se află Rezervația Protejată Peisagistică a Munților Štiavnica (în slovacă: Chránená krajinná oblasť Štiavnické vrchy).
Se învecinează cu Munții Kremnica (Kremnické vrchy) în nord, cu bazinele Pliešovce și Krupina (Krupinská kotlina) în est, Dealurile Danubiene (Podunajská pahorkatina) în sud și cu Pohronský Inovec, Munții Vtáčnik și Bazinul Žiar (Žiarska kotlina) vest. Cel mai înalt vârf este Sitno (1.009 de metri deasupra nivelului mării).
Munții Štiavnica sunt o caldeiră imensă creată de prăbușirea unui vulcan antic. Datorită originii lor vulcanice, aceștia sunt bogați în minerale, cu aproximativ 140 de tipuri de minerale. În trecut, mineritul de argint a înflorit în zona din jurul orașului Banská Štiavnica.
Inițial au existat peste 60 de lacuri numite tajchy în Munții Štiavnica, dar mai există câteva peste 30 astăzi. Cu toate că sunt acum integrate în mediul lor natural, au fost inițial construite ca rezervoare de apă care deserveau industria minieră, majoritatea din secolul al XVIII-lea.

## Turism
Împrejurimile munților Štiavnica se numără printre cele mai atractive locații turistice din Slovacia. Rezervația Protejată Peisagistică a Munților Štiavnica a fost formată la 22 septembrie 1979 pe o suprafață de 77.630 ha.
La 11 decembrie 1993, „orașul istoric Banská Štiavnica și monumentele din împrejurimile sale” au fost înscrise pe Lista patrimoniului cultural și natural mondial UNESCO.
Vârful Sitno și multe alte zone sunt vizitate în vacanța de vară; acestea au devenit, de asemenea, destinații turistice populare.